# Grant Lillard
Grant Lillard (Scottsdale, Arizona, Estados Unidos; 5 de diciembre de 1995) es un exfutbolista estadounidense. Jugaba de defensa.

## Trayectoria

### Universidad
Lillard asistió a la Universidad de Indiana, donde jugó para los Indiana Hoosiers entre el 2014 y 2017, donde anotó 14 goles y 9 asistencia en 86 encuentros disputados.

### Chicago Fire
El 10 de enero de 2018, Lillard fichó por el Chicago Fire de la Major League Soccer como jugador de cantera.
Debutó profesionalmente el 7 de abril de 2018, en la victoria por 1-0 ante el Columbus Crew SC.
En mayo de 2019 fue enviado a préstamo al Lansing Ignite FC de la USL League One.

### Inter Miami
El 14 de noviembre de 2019 fue intercambiado al Inter Miami por $75,000.

### Columbus Crew
El 14 de agosto de 2020, Lillard fue transferido al Columbus Crew como intercambio de la selección de la tercera ronda del SuperDraft de la MLS 2021.

### Loudoun United
El 28 de enero de 2022, Lillard fichó por el Loudoun United de la USL Championship.

## Clubes
| Club                           | País           | Año       |
| ------------------------------ | -------------- | --------- |
| Indiana Hoosiers (Universidad) | Estados Unidos | 2014–2017 |
| Chicago Fire                   | Estados Unidos | 2018-2019 |
| Lansing Ignite FC (préstamo)   | Estados Unidos | 2019      |
| Inter Miami                    | Estados Unidos | 2020      |
| Columbus Crew                  | Estados Unidos | 2020-2021 |
| Loudoun United                 | Estados Unidos | 2022      |